# Lijst van administratieve eenheden in Hòa Bình
Deze lijst bevat een overzicht van administratieve eenheden in Hòa Bình (Vietnam).
De provincie is onderverdeeld in één stad en tien huyện.

## Stad

### Thành phốHòa Bình
- Phường Chăm Mát
- Phường Đồng Tiến
- Phường Hữu Nghị
- Phường Phương Lâm
- Phường Tân Hòa
- Phường Tân Thịnh
- Phường Thái Bình
- Phường Thịnh Lang
- Xã Dân Chủ
- Xã Hoà Bình
- Xã Sủ Ngòi
- Xã Thái Thịnh
- Xã Thống Nhất
- Xã Trung Minh
- Xã Yên Mông

## Huyện

### HuyệnCao Phong
- Thị trấn Cao Phong
- Xã Bắc Phong
- Xã Bình Thanh
- Xã Đông Phong
- Xã Dũng Phong
- Xã Nam Phong
- Xã Tân Phong
- Xã Tây Phong
- Xã Thu Phong
- Xã Thung Nai
- Xã Xuân Phong
- Xã Yên Lập
- Xã Yên Thượng

### Huyện Đà Bắc
- Thị trấn Đà Bắc
- Xã Cao Sơn
- Xã Đoàn Kết
- Xã Đồng Chum
- Xã Đồng Nghê
- Xã Đồng Ruộng
- Xã Giáp Đắt
- Xã Hào Lý
- Xã Hiền Lương
- Xã Mường Chiềng
- Xã Mường Tuổng
- Xã Suối Nánh
- Xã Tân Minh
- Xã Tân Pheo
- Xã Tiền Phong
- Xã Toàn Sơn
- Xã Trung Thành
- Xã Tu Lý
- Xã Vầy Nưa
- Xã Yên Hòa

### Huyện Kim Bôi
- Thị trấn Bo
- Xã Bắc Sơn
- Xã Bình Sơn
- Xã Cuối Hạ
- Xã Đông Bắc
- Xã Đú Sáng
- Xã Hạ Bì
- Xã Hợp Đồng
- Xã Hợp Kim
- Xã Hùng Tiến
- Xã Kim Bình
- Xã Kim Bôi
- Xã Kim Sơn
- Xã Kim Tiến
- Xã Kim Truy
- Xã Lập Chiệng
- Xã Mỵ Hòa
- Xã Nam Thượng
- Xã Nật Sơn
- Xã Nuông Dăm
- Xã Sào Báy
- Xã Sơn Thủy
- Xã Thượng Bì
- Xã Thượng Tiến

Xã Trung Bì
Xã Tú Sơn
Xã Vĩnh Đồng
Xã Vĩnh Tiến

### Huyện Kỳ Sơn
- Thị trấn Kỳ Sơn
- Xã Dân Hạ
- Xã Dân Hòa
- Xã Độc Lập
- Xã Hợp Thành
- Xã Hợp Thịnh
- Xã Mông Hóa
- Xã Phú Minh
- Xã Phúc Tiến
- Xã Yên Quang

### Huyện Lạc Sơn
- Thị trấn vụ bản
- Xã Ân Nghĩa
- Xã Bình Cảng
- Xã Bình Chân
- Xã Bình Hẻm
- Xã Chí Đạo
- Xã Chí Thiện
- Xã Định Cư
- Xã Hương Nhượng
- Xã Liên Vũ
- Xã Miền Đồi
- Xã Mỹ Thành
- Xã Ngọc Lâu
- Xã Ngọc Sơn
- Xã Nhân Nghĩa
- Xã Phú Lương
- Xã Phúc Tuy
- Xã Quý Hòa
- Xã Tân Lập
- Xã Tân Mỹ
- Xã Thượng Cốc
- Xã Tự Do
- Xã Tuân Đạo
- Xã Văn Nghĩa
- Xã Văn Sơn
- Xã Vũ Lâm
- Xã Xuất Hóa
- Xã Yên Nghiệp
- Xã Yên Phú

### Huyện Lạc Thủy
- Thị trấn Chi Nê
- Thị trấn Thanh Hà
- Xã An Bình
- Xã An Lạc
- Xã Cố Nghĩa
- Xã Đồng Môn
- Xã Đồng Tâm
- Xã Hưng Thi
- Xã Khoan Dụ
- Xã Lạc Long
- Xã Liên Hòa
- Xã Phú Lão
- Xã Phú Thành
- Xã Thanh Nông
- Xã Yên Bồng

### Huyện Lương Sơn
- Thị trấn Lương Sơn
- Xã Cao Dương
- Xã Cao Răm
- Xã Cao Thắng
- Xã Cư Yên
- Xã Hòa Sơn
- Xã Hợp Châu
- Xã Hợp Hòa
- Xã Hợp Thanh
- Xã Lâm Sơn
- Xã Liên Sơn
- Xã Long Sơn
- Xã Nhuận Trạch
- Xã Tân Thành
- Xã Tân Vinh
- Xã Thành Lập
- Xã Thanh Lương
- Xã Tiến Sơn
- Xã Trung Sơn
- Xã Trường Sơn

### Huyện Mai Châu
- Thị trấn Mai Châu
- Xã Ba Khan
- Xã Bao La
- Xã Chiềng Châu
- Xã Cun Pheo
- Xã Đồng Bảng
- Xã Hang Kia
- Xã Mai Hạ
- Xã Mai Hịch
- Xã Nà Mèo
- Xã Nà Phòn
- Xã Nong Luông
- Xã Pà Cò
- Xã Phúc Sạn
- Xã Piềng Vế
- Xã Pù Pin
- Xã Tân Dân
- Xã Tân Mai
- Xã Tân Sơn
- Xã Thung Khe
- Xã Tòng Đậu
- Xã Vạn Mai
- Xã Xăm Khòe

### Huyện Tân Lạc
- Thị trấn Mường Khến
- Xã Bắc Sơn
- Xã Địch Giáo
- Xã Do Nhân
- Xã Đông Lai
- Xã Gia Mô
- Xã Lỗ Sơn
- Xã Lũng Vân
- Xã Mãn Đức
- Xã Mỹ Hòa
- Xã Nam Sơn
- Xã Ngố Luông
- Xã Ngọc Mỹ
- Xã Ngòi Hoa
- Xã Phong Phú
- Xã Phú Cường
- Xã Phú Vinh
- Xã Quy Hậu
- Xã Quy Mỹ
- Xã Quyết Chiến
- Xã Thanh Hối
- Xã Trung Hòa
- Xã Tử Nê
- Xã Tuân Lộ

### Huyện Yên Thủy
- Thị trấn Hàng Trạm
- Xã Bảo Hiệu
- Xã Đa Phúc
- Xã Đoàn Kết
- Xã Hữu Lợi
- Xã Lạc Hưng
- Xã Lạc Lương
- Xã Lạc Sỹ
- Xã Lạc Thịnh
- Xã Ngọc Lương
- Xã Phú Lai
- Xã Yên Lạc
- Xã Yên Trị